# Saga Gorou I
Saga Gorou I (auch: Saga Gorou 1) ist ein Dorf im Arrondissement Niamey IV der Stadt Niamey in Niger.

## Geographie
Das von einem traditionellen Ortsvorsteher (chef traditionnel) geleitete Dorf befindet sich am östlichen Rand des ländlichen Gemeindegebiets von Niamey an der Nationalstraße 25. Zu den umliegenden Siedlungen zählen die Weiler Alpha Toukouara im Nordosten und Fandoga im Süden. Im traditionellen Herrschaftssystem untersteht der Ortsvorsteher von Saga Gorou I dem Kantonschef von Saga.
Das Wort gorou kommt aus der Sprache Zarma und bedeutet „Trockental“. Saga Gorou I liegt wie Saga Gorou II zwischen zwei Trockentälern.

## Geschichte
Die Siedlung Saga Gorou bestand bereits zu Beginn des 20. Jahrhunderts. Sie wurde von Zarma aus Saga gegründet, die sich hier anfangs nur während der Regenzeit aufhielten, um ihre Felder zu bestellen, und die nach der Ernte jeweils zurückkehrten, bis sie sich schließlich dauerhaft in Saga Gorou niederließen. Bald danach zogen Fulbe-Viehhirten zu. Diese verloren während der Hungersnot der 1970er und 1980er Jahre ihre Herden und wurden ebenfalls Ackerbauern. Die ursprüngliche Tigerbusch-Vegetation in der Gegend verschwand von 1950 bis 1975 vollständig. Infolge des Bevölkerungswachstums von Niamey wurde das Land gerodet und urbar gemacht.
Das Dorf war 2007 einer der Spielorte der ersten Ausgabe des Open-Air-Kulturfestivals Pripalo unter der Leitung von Achirou Wagé.

## Bevölkerung
Bei der Volkszählung 2012 hatte Saga Gorou I 2792 Einwohner, die in 368 Haushalten lebten. Bei der Volkszählung 2001 betrug die Einwohnerzahl 1612 in 249 Haushalten.

## Wirtschaft und Infrastruktur
In Saga Gorou I werden Bewässerungsfeldwirtschaft und Regenfeldbau betrieben. Das staatliche Versorgungszentrum für landwirtschaftliche Betriebsmittel und Materialien (CAIMA) unterhält eine Verkaufsstelle im Ort.